# جاروم
جاروم هو صلصة سمك مخمرة كانت تستخدم كتوابل في المأكولات الفينيقية، اليونانية القديمة، الرومانية، القرطاجية، ولاحقًا في بيزنطة. وعلى الرغم من أن الجاروم كان يحظى بشعبية كبيرة في البحر الأبيض المتوسط الغربي وفي العالم الروماني، إلا أنه كان يُستخدم في وقتٍ أقدم من قبل اليونانيين. حيث يُعتقد أن طعم الجاروم مشابه لطعم صلصات السمك الآسيوية الحديثة. مثل صلصات السمك المخمرة والصلصة الصويا الحديثة، حيث كان الجاروم مصدرًا غنيًا بنكهة الأومامي بفضل وجود الجلوتامات. وقد كان يُستخدم جنبًا إلى جنب مع المورّي في المأكولات البيزنطية والعربية في العصور الوسطى لإضفاء نكهة لذيذة على الأطباق. ومن المحتمل أن يكون المورّي مشتقًا من الجاروم.

## التصنيع والتصدير
بليني الأكبر وإيسيدور من إشبيلية اشتقا كلمة جاروم اللاتينية من الكلمة اليونانية "γάρος" (غاروس)، وهي طعام ذكره أريستوفانيس وسوفسوكليس وإيسخيلوس. وقد يكون غاروس نوعًا من السمك أو صلصة سمك مشابهة للجاروم. حيث ذكر بليني أن الجاروم كان يُصنع من أمعاء السمك مع الملح، مما ينتج سائلًا يُسمى الجاروم ومعجون السمك الذي يُسمى أليكس (والذي يشبه الباجوون، وكان هذا المعجون ناتجًا فرعيًا من عملية صنع صلصة السمك). كان الجاروم المركّز، الذي يتبخر ليصبح معجونًا سميكًا مع بلورات الملح، يُسمى موريا؛ وكان يُستخدم لتملح وتتبيل الأطعمة.
ويتضمن الدليل البيزنطي من القرن العاشر "جيوبونيكا" (المساعي الزراعية) الوصفة التالية لصنع "ليكوامين":
ما يُسمى "ليكوامين" يُصنع على النحو التالي: تُلقى أمعاء السمك في وعاء وتُملح؛ كما تُملح الأسماك الصغيرة، وخاصة سمك الأثرين، أو سمك البوري الصغير، أو السمك المينا، أو الليكستومي، أو أي سمك صغير آخر بنفس الطريقة؛ وتُتبل تحت الشمس وتُقلب كثيرًا؛ وعندما تُتبل جيدًا في الحرارة، يُؤخذ الجاروم منها. يوضع سلة صغيرة ذات نسيج محكم في الوعاء المملوء بالأسماك الصغيرة المذكورة، ويبدأ الجاروم بالتدفق إلى السلة؛ ثم يتم جمع ما تم تصفيته عبر السلة، ويسمى هذا ليكوامين، بينما يُصنع باقي الفضلات إلى أليكس.
كان الجاروم يُنتَج بدرجات مختلفة ويستهلكه جميع طبقات المجتمع. بعد أن يتم صب السائل من أعلى الخليط، كانت بقايا السمك، التي تُسمى "أليكس"، تُستخدم من قبل الطبقات الفقيرة لتتبيل العصيدة أو الفاريناتا التي يعتمدون عليها. كان أفضل أنواع الجاروم يُباع بأسعار مرتفعة للغاية، ويمكن استبداله بالملح في الأطباق البسيطة. يظهر الجاروم في العديد من الوصفات التي وردت في كتاب الطبخ الروماني "أبيشيوس". على سبيل المثال، يقدم أبيشيوس وصفة لطبق لحم الضأن، يتطلب فيها أن يُطهى اللحم مع البصل والكزبرة والفلفل، واللفت، والكمون، والليكوامين، والزيت، والنبيذ، ثم يُكثف بالدقيق. كما يذكر نفس الكتاب استخدام الجاروم كمرق سمك لتتبيل أوراق الخبيزة المفرومة والمقلاة في مقلاة.
في القرن الأول الميلادي، كان الليكوامين صلصة متميزة عن الجاروم، وبحلول القرن الخامس أو قبله، أصبح الليكوامين يشير إلى الجاروم. حيث تشير الأدلة المتاحة إلى أن الصلصة كانت تُصنع عادة عن طريق سحق أحشاء الأسماك (الدهنية) مثل الأنشوجة، لكن أيضًا السمك الطائر، السردين، الماكريل، أو التونة، ثم تخميرها في محلول ملحي. في معظم النقوش الباقية على الأواني الفخارية، حيث يُعرض المكون السمكي، يظهر السمك الماكريل. في أفضل الظروف، كانت عملية التخمير تستغرق حوالي 48 ساعة.
حيث كان تصنيع وتصدير الجاروم جزءًا من ازدهار المستوطنات الساحلية اليونانية من الساحل الليغوري في بلاد الغال إلى ساحل هيسبانيا بايتيكا، وربما كان دافعًا لاختراق الرومان لهذه المناطق الساحلية. على الرغم من أن الجاروم كان من أساسيات المطبخ الروماني، إلا أن المواقع المعروفة لإنتاجه في البحر الأبيض المتوسط الشرقي قليلة. في عام 2019، تم اكتشاف مصنع صغير من القرن الأول بالقرب من أشكلون. كما كشف إعصار في عام 2013 عن "نيوابوليس"، وهو مركز كبير لإنتاج الجاروم، في نابل بتونس. تحدث بليني الأكبر عن نوع من الجاروم قد يكون اليهود الرومان قد استخدموه، حيث أن الجاروم العادي قد لا يكون قد احتوى على مأكولات بحرية طاهرة بالكامل. وفي أطلال بومبي، تم العثور على جرار تحتوي على جاروم طاهر، مما يشير إلى شعبيته بين اليهود هناك.
كان لكل ميناء وصفته التقليدية الخاصة، لكن بحلول عصر أوغسطس، كان الرومان يعتبرون أفضل أنواع الجاروم هو ذلك الذي يُنتج في قرطاجنة وغاديس في بايتيكا. كان يُسمى هذا المنتج جاروم السوكيوروم أي جاروم الحلفاء. لا تزال أطلال مصنع للجاروم في موقع بايليو كلوديا في بايتيكا (في مدينة تاريفا الحالية) وكارتيه (سان روكي). وهناك مواقع أخرى لمصانع كبيرة للجاروم في غاديس (قادس) وفي مالقة تحت متحف بيكاسو.
كان الجاروم من أهم المنتجات المُصدرة من هيسبانيا إلى روما، مما أكسب المدن التي تنتجه سمعة مرموقة. كان الجاروم من لوسيتانيا (البرتغال الحالية) أيضًا ذو قيمة كبيرة في روما، وكان يُشحن مباشرة من ميناء لاكوبيغا (لاغوس). حيث يمكن زيارة مصنع قديم للجاروم في منطقة بايشا في وسط لشبونة. حيث كانت فوساي ماريا في جنوب بلاد الغال، الواقعة في أقصى الطرف الجنوبي من فرنسا الحالية، بمثابة مركز توزيع لأوروبا الغربية، بما في ذلك بلاد الغال، وجيرمانيا، وبريطانيا الرومانية. كما كانت هناك مصانع للجاروم في مقاطعة موريتانيا تينجيتانا (المغرب الحديث)، مثل تلك الموجودة في كوتا وليكسوس.
حيث كان إنتاج الجاروم بواسطة أمبريكيوس سكاوروس أمرًا بالغ الأهمية لاقتصاد بومبي. ومع ذلك، لم يتم اكتشاف المصانع التي كان يُنتَج فيها الجاروم في بومبي، مما يشير إلى أنها ربما كانت تقع خارج أسوار المدينة. كان إنتاج الجاروم ينتج روائح غير مستحبة لدرجة أن المصانع كانت تُنقل عادةً إلى أطراف المدن. وفي عام 2008، استخدم علماء الآثار بقايا الجاروم التي تم العثور عليها في حاويات في بومبي لتأكيد تاريخ انفجار جبل فيزوف في أغسطس. وكان الجاروم قد صُنع بالكامل من أسماك البوق، وهي أسماك تجتمع في أشهر الصيف.

## الطهي
عند مزجه مع الأينوجاروم (صلصة بيزنطية شهيرة تعتمد على النبيذ)، الخل، الفلفل الأسود، أو الزيت، كان الجاروم يعزز نكهة مجموعة واسعة من الأطباق، بما في ذلك لحم العجل المسلوق والمحار المطهو على البخار، وحتى سوفليه الكمثرى والعسل. وعند تخفيفه بالماء (الهايدروجاروم)، كان يُوزع على الجيوش الرومانية. وقد أشار بليني في كتابه التاريخ الطبيعي إلى أنه يمكن تخفيفه حتى يصبح لونه مثل نبيذ العسل ويُشرب.

## الجوانب الاجتماعية
كان للجاروم بعد اجتماعي يمكن مقارنته بتأثير الثوم في بعض المجتمعات الغربية الحديثة، أو باعتماد صلصة السمك في المطبخ الفيتنامي (التي تُسمى "نوش مام" هناك). حذر سينيكا، الذي كان يتبنى الرأي التقليدي ضد هذه الموضة المكلفة، من الجاروم، رغم أن عائلته كانت من قرطبة في بايتيكا:
"ألا تدرك أن جاروم السوكيوروم، تلك الكتلة المكلفة من الأسماك المتحللة المملحة، تستهلك المعدة بتعفنها المملح؟"

## كدواء
كان الجاروم يُستخدم أيضًا كدواء. كان يُعتقد أنه من أفضل العلاجات للعديد من الأمراض، بما في ذلك لدغات الكلاب، والدوسنتاريا، والقرح، وكان يُستخدم لتخفيف الإسهال المزمن وعلاج الإمساك. تم استخدام الجاروم أيضًا كمكون في مستحضرات التجميل لإزالة الشعر غير المرغوب فيه والنمش.

## الإرث
لا يزال الجاروم يشكل اهتمامًا لدى مؤرخي الطعام والطهاة، وتم إعادة إدخاله في تحضير الطعام الحديث. في قادس، إسبانيا، في عام 2017، استخدم أحد الطهاة نكهاته في وصفة سلطة سمك، بعد أن اكتشف علماء الآثار الإسبان أدلة على وجود الجاروم في أواني فخارية تم استعادتها من أطلال بومبي، تعود إلى عام 79 ميلادي. حيث يُعتقد أن الجاروم هو سلف صلصة الأنشوجة المخمرة "كولاتورا دي أليتشي"، التي لا تزال تُنتج في كامبانيا بإيطاليا، بالإضافة إلى معجون الأنشوجة والسردين المخمر "بيساليت" في منطقة نيس بفرنسا.